# Hubert von Goisern
Hubert von Goisern (opr. Hubert Achleitner) (født 17. november 1953) er en østrigsk sangskriver og verdensmusiker. Han er født i Bad Goisern i Oberösterreich, og hans kunstnernavn referer således til hans fødeby.
Hans musikstil er en blanding af rockmusik med elementer af traditionel alpe-folkemusik, og han er i Østrig en vigtig repræsentant for den nye folkemusik i den bayerisk/østrigske region, der også betegnes som "Alperock".
Hubert von Goisern har udgivet 19 albums (status 2008), og har endvidere i årene 2001, 2002, 2003, 2005 og 2006 vundet priser i Østrigs største musikpris indenfor popmusik Amadeus Austrian Music Award. I 2001 fik han prisen som årets pop/rock kunstner og i 2002 fik han prisen for bedste jazz/blues/folk-album.